# 超人力霸王蓋亞 超時空之大決戰
《超人力霸王蓋亞: 超時空之大決戰》（日语：ウルトラマンティガ・ウルトラマンダイナ&ウルトラマンガイア超時空の大決戦）为1999年圆谷制作公司制作的特摄片《超人力霸王蓋亞》的剧场版电影，也是《超人力霸王蓋亞》劇唯一的戲劇衍生作品。1999年3月6日于松竹系在日本上映。
標語為「電視上看不到的三大英雄集結！（テレビじゃ見られない3大ヒーロー集結!!）」 和「你的勇氣拯救地球！（君の勇気が地球を救う!）」。

## 概要
此部作品是《超人力霸王蓋亞》的剧场版电影，是自上部電影《超人力霸王帝納:光之星之戰士》票房成功後，圓谷所進行對於《蓋亞》電影改編的製作企劃。
由於蓋亞與前兩部作品的世界觀是不同的時空，因此在首席製片人鈴木清志的建議下，在故事舞台的設定並非是正傳《超人力霸王蓋亞》所處的世界觀，而是首次以「現實世界」為架構的平行宇宙作為背景，試圖描繪一個男孩的經歷及成長的基础上，令平成前作登場的超人力霸王迪卡和超人力霸王帝納作為跨界角色進行客串演出。而盖亚剧集的另一位巨人「超人力霸王亞格」未于電影登場，而以客串形式在玩具店的周邊商品裡。
此部作品是當時仍為兒童的濱田岳和入野自由首度參演的電影作品，曾在《超人力霸王帝納》飾演主角飛鳥真的鹤野刚士則參加此部電影的聲演。。

### 製作
本作品的導演則是負責《帝納》最終章監督的小中和哉，最初曾提議讓《帝納》最終話前往另一個宇宙的飛鳥訪問《蓋亞》的世界。但這樣反而違背了《帝納》最終話令觀眾想像未來的目的而遭到取消，後則是以後設作品的方向性開始展開作品的企劃。

XIG Fighter EX、XIG Adventure等大部分飛行機都是以電腦合成影像繪製的，在建築爆炸的場景中，則是使用不同於傳統微型模型的數位特效描繪，例如在實際中增加碎片和瓦礫的合成。。
曾與鈴木清以攝影師身份參演的電視劇《回到我面前》中出演的歌手和田明子商議飾演學校老師的角色，但因關係未實現。

## 故事概要
在一个《超人力霸王蓋亞》只是一個受歡迎的電視節目的世界。一位不擅長學習和運動的小學生「新星勉」是超人力霸王的粉絲，在某天晚上觀看《蓋亞》的錄像時意外被捲入奇怪空間，並在空間內看見一個紅色的球以及一個站在火海中和喃喃自語著：「什麼都不會改變」的女孩。
然而在第二天，這個女孩竟真的出現，並稱呼自己為「七瀨理沙」。
在當天，小勉放學時個廢棄的工廠裡發現一個神秘的紅球。而在理沙的鼓動下，小勉向球許願希望見到電視中的角色「高山我夢」。
而這時，駕駛著的我夢卻駕駛著Fighter EX從雲團中竟然飛出來，並隨即與將紅球奪走不良少年「鹿島田浩」召喚出的怪獸戰鬥，便在眾人面前變身成了蓋亞...

## 本作登場的超人力霸王及怪獸

### 超人力霸王
超人力霸王蓋亞
 / Ultraman Gaia
超人力霸王迪卡
 / Ultraman Tiga
借助紅球之力出現的光之巨人，解救蓋亞後，在海中擊敗斯休拉。紅球消失後一起消失。
超人力霸王帝納
 / Ultraman Dyna
借助紅球之力出現的光之巨人，解救蓋亞後，在太空中擊敗巴吉利斯。紅球消失後一起消失。

### 怪獸
紅球（赤い球）
本作引發全部事件的關鍵角色，外觀看起來像是普通的紅色球形水晶體，然而卻自稱擁有不可思議，能讓「许愿实现」的力量，但是並無法讓已實現的實體消失。
可以吸收人的願望(慾望)逐漸變大，但卻更容易以消極的情緒支配擁有者的心志，曾已經將多個平行世界引向毀滅，同時也是七瀨麗莎的化身。
故事結局由於小勉的願望，紅球變為藍球飛向空中。發出耀眼光芒後和與七瀨一同消失。
撒旦比佐摩（巨大異形獣 サタンビゾー）
原是在小勉的世界所播放的《超人力霸王蓋亞》第13話「悪魔の接吻」中登場的怪獸，後在電視本篇第42話「我夢VS我夢」登場。
在本劇場版中被鹿島田浩無意中召喚出來。但能量不足的蓋亞依然在很短時間內就用光子冰刀將它消滅。
歐布猛斯王（最強合体獣 キングオブモンス）
紅球實現鹿島田浩的願望：「超越撒旦比佐，能打敗蓋亞的最強怪獸。」後登場的怪獸，攻擊力極強，能輕易打破蓋亞的防護罩。
背部有怪獸巴吉利斯的翅膀，腹部是怪獸斯休拉的顎。對聽從了紅球的言語並被負面感情支配的平間優的「我要毀滅這個世界」強烈願望與做出反應而分化誕生出巴吉利斯和斯休拉。
使命是毀滅世界，因力量之源——紅球的慾望能源增加而逐漸變強。最終被蓋亞用光子流線打敗。
斯休拉（巨大顎海獣 スキューラ）
中原耕平想像出的類似四足爬行型怪獸，從歐布猛斯王的腹部分出，在陸地上與迪卡戰鬥處盡劣勢，後進入海域後利用了在水中靈活的優勢彌補了缺陷。
在海域中一度壓制住了迪卡。最終被迪卡的哉佩利敖光線消滅。和巴利吉斯一同屬於歐布猛斯王的分身怪獸。
巴吉利斯（骨翼超獣 バジリス）
小杉亙想像出，類似昆蟲的二足步行型超獸，從歐布猛斯王的背部分離出來，之後在格鬥戰中以極強力的格鬥配置與怪力與帝納格鬥。
戰鬥中向空中飛去，在宇宙中與帝納交戰，以口中發射的光彈攻擊帝納，最後則被帝納的必殺技索爾捷特光線擊殺。。和斯休拉一同屬於歐布猛斯王的分身怪獸。

## 演員表

#### 登場演員
- 高山我夢 - 吉岡毅志
- 新星勉 - 濱田岳
- 七瀬理沙 - 斉藤麻衣（日语：斉藤麻衣）
- 平間優 - 入野自由
- 鹿島田浩 - 佐藤雄太（日语：佐藤雄太）
- 小杉亘 - 杉田祐紀
- 中原耕平 - 滝本啓人

其他角色
- 小勉的母親 - 加藤和子（日语：かとうかず子）（友情出演）
- 小勉的老師 - 純名里沙（友情出演）
- 警官隊隊長 - 柳原晴郎（日语：ベンガル_(俳優)）
- 校園警官 - 下巴勇（日语：あご勇）
- 倉庫警官 - 阿部能丸（日语：阿部能丸）
- 小勉的同學 - 鈴木隼人、下村洋平、今井翔
- 兒童 - 宮下英樹、中野鎌博、熊市真也
- 玩具店老闆 - 田代政（特別出演）
- 機動隊員 - 権藤俊輔（日语：権藤俊輔）

X.I.G
- 千葉辰巳 - 平泉成
- 石室章雄 - 渡邊裕之
- 佐佐木敦子 - 橋本愛_(1978年生（日语：橋本愛_(1978年生)）
- 喬琪・李蘭 - 瑪莉亞·泰瑞莎·戈（日语：マリア・テレサ・ガウ）

#### 聲演
- 撒旦比佐摩 - 郷里大輔
- 紅球 - 山口奈奈
- PAL - 渡辺和彦
- 超人力霸王迪卡 - 真地勇志
- 超人力霸王帝納 - 鹤野刚士

#### 皮套演員
- 超人力霸王蓋亞 - 長谷川恵司（日语：長谷川恵司）
- 超人力霸王迪卡 - 権藤俊輔（日语：権藤俊輔）
- 超人力霸王帝納 -伊藤慎
- 撒旦比佐摩、歐布猛斯王 - 岡野弘之（日语：岡野弘之）
- 斯休拉 - 北岡久貴
- 巴吉利斯 - 外島孝一

## 製作人員
製作：映画ウルトラマンガイア製作委員會

（圓谷製作、松竹、萬代影視、TBS、每日放送、講談社、讀賣廣告社）
- 監督・特技監督 - 小中和哉
- 製作総指揮 - 円谷一夫
- 製作 - 幸甫、渡辺繁、児玉守弘、友野庄平、天野彊二郎、内山晴一朗
- 企画 - 満田かずほ、曽根俊治、小松崎孝一、田上節朗、安田公一、小川徹、地田信次郎
- 監修 - 高野宏一
- 製片人 - 鈴木清
- 製作人- 吉田剛、川城和実、平野隆、丸谷嘉彦、水尾芳正、石川清司
- 音楽製作人 - 玉川静
- 音楽 - 佐橋俊彦
- 脚本 - 長谷川圭一
- 撮影 - 大岡新一
- 美術 - 松原裕志
- 照明 - 高野和男
- 録音 - 松本修
- 操演 - 根岸泉
- 助監督 - 野間詳令
- 殺陣 - 車邦秀
- 編集 - 松木朗
- 場記 - 山内薫
- 製作擔當 - 大橋和男
- 背景 - 島倉二千六
- 羽次郎的人形師 - 原田克彦
- 角色维护 - 福井康之、加藤尚之
- 実景班撮影 - 石渡均
- 製作協力製作人 - 小山信行
- 企画協力 - 諸冨洋史、河野聡、佐藤明宏、森山良、笈田雅人
- CG指導 - 渡部健司
- 視覺效果協調員 - 阿部雄一
- 聲音協調員 - 浦田和治
- 音響 - 伊藤克巳
- 角色設計 - 丸山浩
- 冒險設計 - 椙村恵大
- 圖像板 - 橋爪謙始
- 標題 - 熊谷幸雄
- 拋桿 - 安藤実
- 助理製片人- 渋谷浩康

#### 主題歌
- 「ウルトラマンガイア!」

作詞 - 康珍化 / 作曲 - 松原みき / 編曲 - 大門一也 / 歌 - 田中昌之&大門一也

#### 其他系列
- 集合!超人力霸王3大戰士！蓋亞電影版的秘密（集合!ウルトラ3大戦士 映画ガイアの秘密）

1999年3月6日放送的特別宣傳節目。描述在帝納登場的主要角色弓村涼和中島努與羽代郎團聚，並來到「蓋亞」的世界與我夢相遇，並一起介紹關於平成三部曲登場的超人角色。
- 超人力霸王蓋亞的超時空大冒險（ティガ・ダイナ＆ウルトラマンガイア超時空のアドベンチャ）

這部電影的續集小說，由原作的編劇長谷川圭一進行製作，描繪新星勉等人在20年後的故事。

## 注解
註釋
1. ↑  《帝納》最終話對於帝納（飛鳥真）的行蹤，後來則在《大怪獸格鬥_超銀河傳說_THE_MOVIE》和《奧特曼傳奇》都有描述
2. ↑  這個想法一出時，小中首先則聯想到《哥吉拉·迷你拉·加巴拉 全體怪獸大進擊》的案例。

來源
1. ↑  .   [2022-05-29]. （原始内容存档于2022-06-03）.
2. 1 2 3 4  テレビマガジン特別編集 1999，第93頁，「映画 ウルトラマンティガ・ウルトラマンダイナ&ウルトラマンガイア 超時空の大決戦」
3. 1 2 3  平成ウルトラ映画全集 2001，第84-85頁，「良質のSFドラマの提示 ウルトラマンティガ・ウルトラマンダイナ&ウルトラマンガイア 超時空の大決戦」
4. ↑  . つるの剛士 公式ブログ. LINE. 2020-04-18  [2021-04-24]. （原始内容存档于2022-02-20）.
5. ↑  切通理作 2000，第216-227頁，「第2章 ダイナ編 小中和哉」
6. ↑  増補改訂版 2019，第38-55頁，「ウルトラマンダイナ スタッフ&キャスト証言 小中和哉」
7. ↑  宇宙船YB 2000，第45頁，池田憲章「1999回顧2000展望【国内】」.
8. ↑  白石雅彦; 荻野友大. . 双葉社. 2003-01-15: 306. ISBN 978-4-575-29494-1.
9. 1 2 3 4  画報 下巻 2003，第151頁，「ウルトラマンティガ・ウルトラマンダイナ&ウルトラマンガイア 超時空の大決戦」
10. ↑  パンフレット 1999
11. 1 2 3 4  テレビマガジン特別編集 1999，第53頁
12. 1 2 3 4  平成ウルトラ映画全集 2001，第52-53頁，「MONSTER」
13. 1 2 3 4  FCティガ/ダイナ/ガイア 2001，第80頁，「劇場用映画（含むウルトラマンナイス）怪獣リスト」
14. 1 2 3  宇宙船YB 2000，第13頁
15. 1 2 3  大辞典 2001，第109頁
16. 1 2 3  円谷プロ全怪獣図鑑 2013，第272頁
17. 1 2 3  UPM vol.14 2021，第25頁，「根源的破滅招来体、宇宙戦闘獣、怪獣、怪人」